# Astropecten polyacanthus
Astropecten polyacanthus là tên của một loài sao biển thuộc họ Astropectinidae. Chúng là loài phân bố rất rộng khi so sánh với các loài cùng chi. Người ta thấy chúng sinh sống ở khắp vùng Ấn Độ Dương-Thái Bình Dương. Từ polyacanthus trong tên của loài này là một từ Latin mang nghĩa "rất nhiều gai".

## Mô tả
Mặt trên của loài sao biển này thì có màu đỏ tía, còn mặt dưới màu cam. Ở mặt tr6en thì có những cái gai đỉnh dẹt, màu kem, màu xám hoặc là nâu. Rìa cánh thì có những cái gai dài, nhọn. Gốc gai thường có màu nâu, đỉnh thì có màu nhạt hơn. Cánh thì hơi rộng, dài đến 9 cm. Mặt dưới thì có những chân ống nhọn, những cái chân ấy sẽ giúp loài sao biển này dễ dàng đào bới đáy biển.
Nhiều người nhầm lẫn Astropecten polyacanthus với các loài thuộc chi Archaster. Bởi vì chúng đều đào bới đáy biển và đều thông qua sự tiến hóa hội tụ. Dù vậy, các nhà nghiên cứu chỉ ra điểm khác nhau giữa chúng là: các loài trong chi Archaster có gai phẳng, cùn và mặt trên thì có cấu trúc giống như "vảy", cấu trúc này tạo thành những hàng có tính hướng tâm còn Astropecten polyacanthus thì không có.

## Phân bố
Người ta thấy chúng ở khắp vùng Ấn Độ Dương-Thái Bình Dương, cụ thể là từ biển Đỏ và Zanzibar đến Hawaii. Chúng còn sống ở khu vực từ Nhật Bản đến Úc và New Zealand.

## Sinh vật học
Loài sao biển này thường vùi mình dưới đáy biển. Chúng ăn các loài động vật thân mềm hai mảnh vỏ, mạt vụn và các loài trai thuộc lớp Chân bụng. Khi ăn, chúng sẽ nuốt chửng cả con mồi. Không chỉ vậy, đôi khi người ta còn thấy chúng nuốt những viên sỏi để ăn những gì bám trên đó.
Astropecten polyacanthus chứa một loại chất độc thần kinh mạnh tên là tetrodotoxin (viết tắt là TTX và hiện chưa có thuốc giải độc). Tại Nhật Bản, những người ăn loài ốc biển Charonia lampas thì thường bị tê liệt bởi vì loài này cũng có TTX. Và loài ốc này có TTX là vì chúng hấp thu qua thức ăn và trữ chất độc này lại. Có nghĩa là có thể TTX bên trong loài sao biển Astropecten polyacanthus là từ thức ăn của chúng. Người ta đã nghiên cứu 54 cá thể của loài này và phát hiện ra là hầu hết chúng đều có chứa TTX. Trong đó, một cá thể có lượng độc tố lên đến 520 đơn vị mouse trên một gam.

## Trong bể cá cảnh
Thi thoảng, người ta nuôi chúng để ăn thức ăn thừa và mạt vụn trong bể. Nó là loài ăn đêm và người nuôi phải để cho chúng quen dần với điều kiện nước trong bể. Không nên nuôi quá nhiều trong không gian chật vì chúng sẽ bị thiếu thức ăn.